# Cinquième élargissement de l'Union européenne
Le cinquième élargissement de l’Union  européenne a lieu en deux temps, le 1er mai 2004 et le 1er janvier 2007 et voit l’entrée de dix nouveaux États membres dans l’Union européenne en 2004, puis deux en 2007.

## Historique
En 1989, les régimes communistes d’Europe s’effondrent, deux ans plus tard, l’URSS implose laissant derrière elle quinze États indépendants mais dans une situation politique, économique et sociale désastreuse. Ils entament alors une transition vers l’économie de marché, la démocratie et le rapprochement pour certains d’entre eux avec la Communauté économique européenne. Le programme PHARE (Pologne Hongrie Aide à la reconstruction économique), initialement lancé en 1989 est l’un des instruments de pré-adhésion financés par la CEE puis l’Union européenne pour aider les pays candidats d’Europe centrale et orientale à mettre en œuvre les réformes économiques nécessaires à leur intégration.

### Première phase

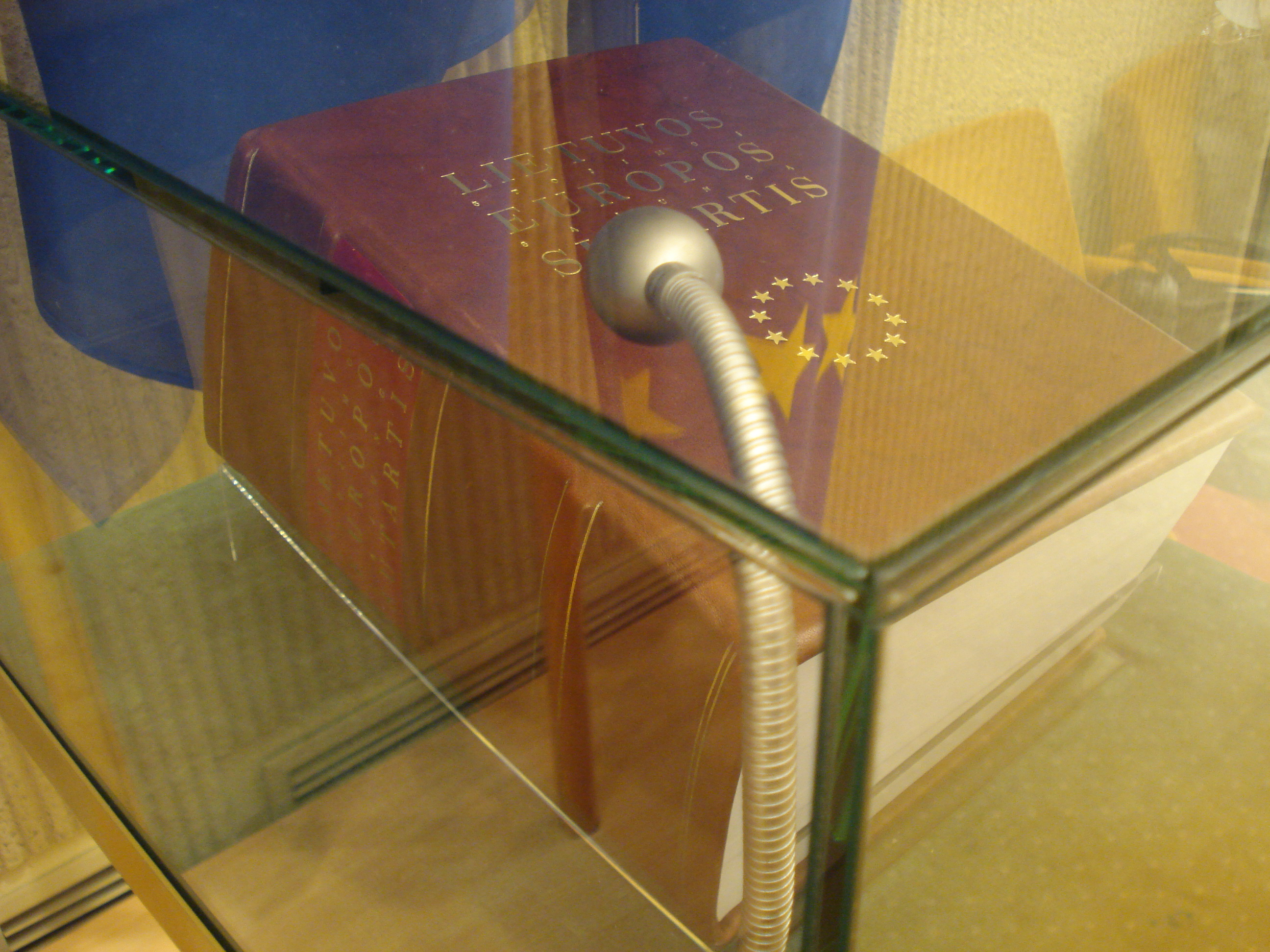
Traité d'adhésion de la République de Lituanie à l'Union européenne.

L'acquis communautaire pour les dix pays candidats (Chypre, Estonie, Hongrie, Lettonie, Lituanie, Malte, Pologne, République tchèque, Slovaquie et Slovénie, puis dans un second temps, Bulgarie et Roumanie) contient alors 3 000 directives et quelque 100 000 pages du Journal officiel de l'Union européenne à transposer. À ces acquis, s’ajoutent les critères de Copenhague que les pays candidats doivent respecter à partir de 1993 afin de prétendre à l’intégration européenne.
La décision d’intégrer d’abord dix nouveaux États membres, puis deux autres dans un second temps est prise au Conseil européen de Copenhague de 2002. Le traité d’adhésion de 2003 est signé le 16 avril 2003 à Athènes et celui de 2005 à Luxembourg, entre les membres de l’UE et les dix pays adhérents. Les traités modifient également les principaux traités européens, y compris le vote à la majorité qualifiée du Conseil de l'Union européenne. Les traités sont ratifiés et entrent en vigueur le 1er mai 2004 et le 1er janvier 2007 pour la Bulgarie et la Roumanie.
Neuf d’entre eux soumettent l’adhésion au vote populaire. Ce n’est cependant pas le cas de l’Union, ni de
Chypre en raison de l’échec du référendum sur la réunification de l’ile juste avant l’adhésion de la totalité de l’ile de jure.
- Référendum en Estonie - 66,8 % en faveur
- Référendum en Hongrie - 83,8 % en faveur
- Référendum en Lettonie - 67,5 % en faveur
- Référendum en Lituanie - 91,1 % en faveur
- Référendum à Malte - 53,6 % en faveur
- Référendum en Pologne - 77,5 % en faveur
- Référendum en République tchèque - 77,3 % en faveur
- Référendum en Slovaquie - 93,7 % en faveur
- Référendum en Slovénie - 89,6 % en faveur

### Seconde phase

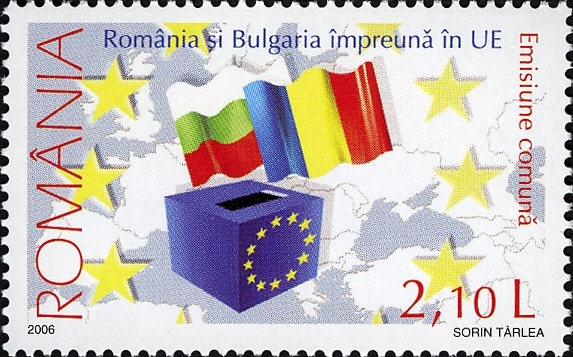
Timbre roumain célébrant l'adhésion des deux pays.

La Roumanie est le premier pays de l’Europe post-communiste à avoir des relations officielles avec la Communauté européenne. En 1974, un traité inclut la Roumanie dans le système généralisé des préférences commerciales de la Communauté. Depuis la révolution roumaine de 1989, l’adhésion est devenu l’objectif principal de chaque gouvernement roumain et de pratiquement tous les partis politiques. La Roumanie dépose sa demande officielle d’adhésion à l’UE en 1995 à la suite de la déclaration de Snagov. Peu de temps après, la Hongrie et la Pologne la suivent. Deux chapitres ont empêché son adhésion en 2004, la situation économique et le sort des minorités Roms ; la Bulgarie a dû fermer ses réacteurs de la centrale nucléaire de Kozlodouy ; enfin les deux pays ont dû agir pour réduire drastiquement la corruption à tous les niveaux.
Dans le cadre des réunions d’intégration ont eu lieu entre les États membres de l’UE et la Bulgarie, un comité d’association a eu lieu le 22 juin 2004 qui a confirmé l’ensemble des progrès pour la préparation de l’adhésion ; toutefois, il a souligné la nécessité de poursuivre la réforme des structures judiciaires de la Bulgarie, ainsi que la nécessité de poursuivre ses efforts pour lutter contre la corruption politique et le crime organisé,.

## Sources

## Compléments